# ワールドワイド・ケージネットワーク
ワールドワイド・ケージネットワーク（World Wide Cage Network / WWCN）は金網を用いた総合格闘技の大会のプロモーションが集まって、優秀な選手の発掘と業界の発展を目的として設立された国際組織である。世界5カ国から5団体が加盟している。連盟参加の大会ではWWCNによる統一ロゴマークが使用され、将来的にはルールや階級の統一もされる予定である。

## 歴史

### 発足
2006年9月1日に正式に発足。世界5カ国から5団体が加盟。

## 加盟団体
- イギリス：ウォリアー・プロモーション「Cage Warriors Fighting Championship」
- フィンランド：ノルディック・ファイトスポーツ・プロモーション「ザ・ケージ」
- オーストラリア：ウォリアーズ・レアルム
- 日本：GCMコミュニケーション「CAGE FORCE」
- アメリカ合衆国：パンジアファイト・エンタープライズ「パンジアファイト」